# Louise Lehzen
Johanna Clara Louise Lehzen (Hannover, 3 de octubre de 1784 – Bückeburg, 9 de septiembre de 1870), conocida también como la baronesa Louise Lehzen, fue institutriz y, más tarde, consejera y dama de compañía de la reina Victoria del Reino Unido.
Hija de un pastor luterano de Hannover, Lehzen entró en 1819 al servicio de los duques de Kent, Eduardo y Victoria. Cinco años después, Lehzen se convirtió en institutriz de la única hija de la pareja, la princesa Victoria. Lehzen se mostró muy protectora con la princesa, cuya educación seguía las pautas del severo sistema Kensington, implementado por la duquesa y su administrador, John Conroy. La institutriz acabó por convertirse en la persona más cercana a Victoria, incluso más que su propia madre.
En 1827, Victoria pasó a ocupar el segundo puesto en la línea sucesoria. Para evitar que la princesa estuviera rodeada de plebeyos, a finales de ese año, Lehzen fue nombrada baronesa de Hannover por Jorge IV. 
Lehzen educó a la princesa de forma que esta se convirtiera en una mujer fuerte, informada e independiente de su madre y de Conroy, lo que causó fricciones con ambos. Los intentos de despedir a la baronesa fueron infructuosos, ya que contaba con el apoyo del rey Jorge IV, de su sucesor, Guillermo IV, así como del hermano de la duquesa de Kent e influyente tío de Victoria, el rey Leopoldo I de Bélgica.
Cuando Victoria subió al trono en 1837, Lehzen ocupó el puesto oficioso de secretaria privada, instalándose en unas estancias adyacentes a las de la reina. El matrimonio de esta en 1840 con el príncipe Alberto de Sajonia-Coburgo-Gotha condujo a cambios significativos en la casa real. Alberto y Lehzen se detestaban, y en 1841, tras una enfermedad de la hija mayor de la pareja, Victoria, Lehzen fue despedida discretamente. Su estrecha relación con la reina terminó y aunque ambas siguieron escribiéndose, regresó a Hannover, donde disfrutó de una generosa pensión hasta su fallecimiento en 1870. El historiador K.D. Reynolds considera que Lehzen tuvo una gran influencia en el carácter de la reina Victoria, y fue ella la que le ayudó a sobrellevar su difícil niñez y los primeros años como soberana.

## Familia y juventud
Johanna Clara Louise Lehzen nació en Hannover el 3 de octubre de 1784, siendo la menor de las siete hijas del pastor luterano Joachim Friedrich Lehzen y su esposa, Melusine Palm. Las circunstancias la obligaron a ganarse la vida desde joven, y trabajó para la aristocrática familia von Marenholtzs, de quien obtuvo excelentes referencias.
Gracias a esas referencias, Lehzen pasó a formar parte de la casa de la princesa Victoria de Sajonia-Coburgo-Saalfeld en diciembre de 1819, donde ocupó el puesto de institutriz de Feodora de Leiningen, hija de la princesa Victoria y su primer esposo, el príncipe Emich Carl de Leiningen. Para entonces, la princesa Victoria estaba casada con el príncipe Eduardo de Kent, que ocupaba el 4° puesto en la línea sucesoria. En 1817, Lehzen se trasladó al Reino Unido con toda la casa de los duques de Kent, ya que los derechos dinásticos del bebé que esperaba la duquesa aconsejaban su nacimiento en territorio británico . Poco después nació una niña que recibió el nombre de Alejandrina Victoria por su madre y su padrino, el emperador Alejandro I de Rusia. Esta niña era la futura reina Victoria.

## Tutora de la princesa Victoria

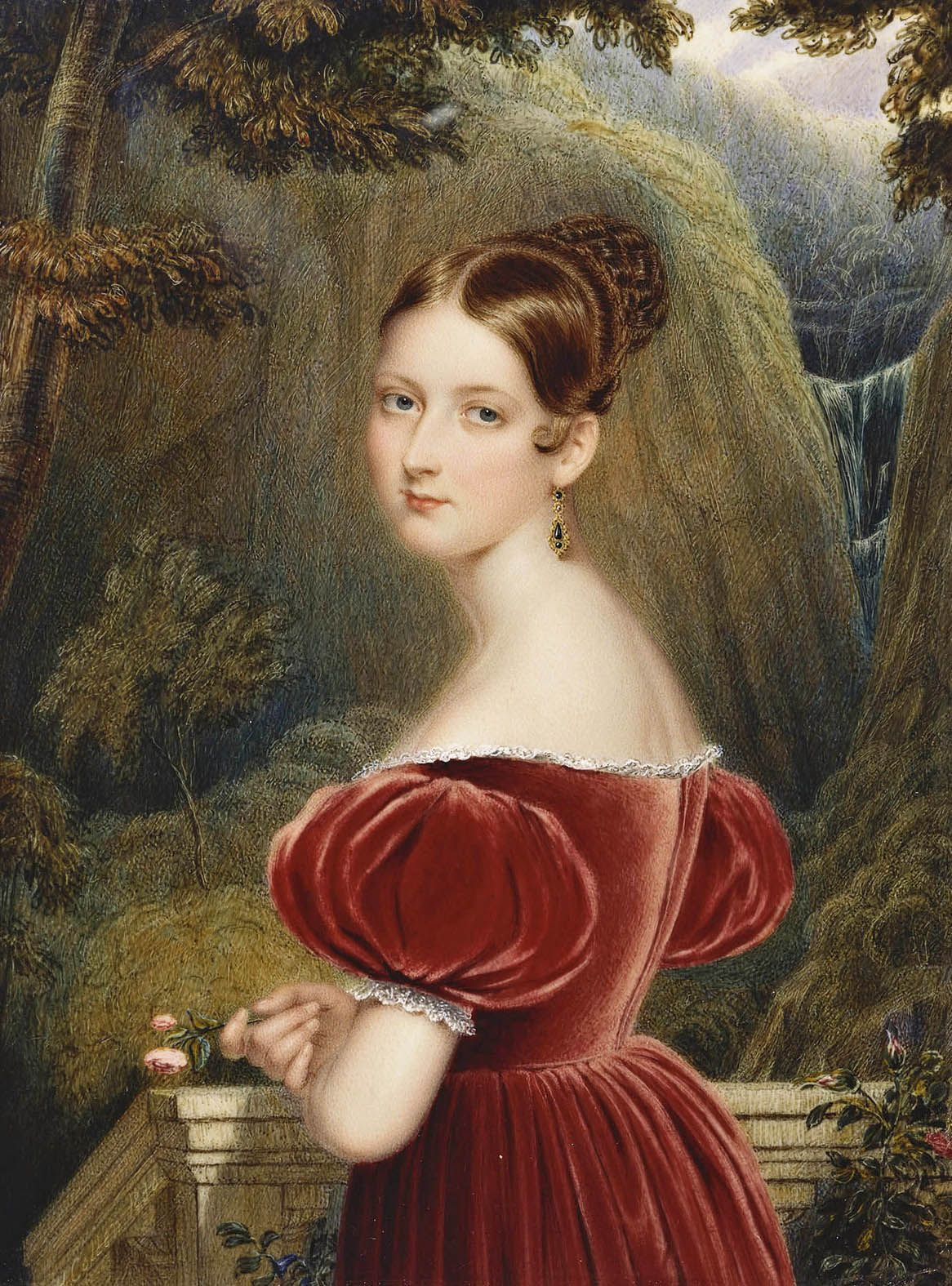
La princesa Victoria, retratada por Henry Collen, 1836

El duque de Kent murió repentinamente en 1820, seguido poco después por su padre, Jorge III. El tío de Victoria, el príncipe regente, ascendió al trono con el nombre de Jorge IV. Victoria quedó entonces en el tercer puesto en la línea sucesoria, tras sus tíos Federico de York y Guillermo de Clarence, ambos de mediana edad y sin descendencia legítima. Victoria debía recibir una educación adecuada a su situación de posible heredera. Fedora había cumplido los 14 años y ya no requería los servicios de una institutriz, por lo que en 1824, Lehzen tomó a su cargo a Victoria, que entonces tenía cinco años.
La duquesa y su administrador, Sir John Conroy, tomaron esta decisión no solo porque Lehzen provenía de Hannover, sino también porque estaban convencidos de que acataría todas sus órdenes.
Pero la institutriz pronto se convirtió en la persona más próxima a Victoria, y aconsejó a la princesa que no confiara en su madre ni en los amigos de esta, sino que por el contrario, se mantuviera independiente. Lehzen no era una persona avariciosa ni ambiciosa y dedicó de buen grado su tiempo y energía a la princesa,, que la describió como «la amiga más afectuosa, leal, cercana y desinteresada» que tenía. Según el sistema Kensington, a partir de 1824, Victoria debía estar acompañada de Lehzen en todo momento del día, y por tanto, la institutriz no podía dejarla sola hasta que la duquesa la sustituía por la noche. Entre sus obligaciones, estaba la de dar la mano a la princesa cuando esta descendía unas escaleras.

### Baronesa Lehzen
En 1827, murió el duque de York, dejando al duque de Clarence como heredero y a Victoria en el segundo puesto de la línea sucesoria. Conroy se lamentaba de que la princesa crecía rodeada de plebeyos, lo que hizo que Jorge IV concediera a Lehzen el título de baronesa del Reino de Hanover. 
El rey Jorge murió en 1830, siendo sucedido por su hermano, el duque de Clarence, que subió al trono como Guillermo IV, y declaró oficialmente a Victoria como su presunta heredera.
En 1831, el nuevo soberano designó a la duquesa de Northumberland institutriz oficial de Victoria pero este puesto era, sobre todo, protocolario mientras que Lehzen siguió a cargo de la educación de la princesa.
En 1837, la madre de Victoria despidió a la duquesa por intentar ejercer mayor influencia en la educación de joven. 
Durante esa época, Lehzen no tuvo un puesto oficial en la corte, ya que a pesar de su título nobiliario, su origen plebeyo seguía siendo un obstáculo.

### Educación de Victoria
Aunque la duquesa de Kent y Conroy deseaban mantener el control sobre la princesa, Lehzen se las arregló para hacer de esta una mujer fuerte e informada, instruyéndola, entre otras cosas, sobre como escribir sus diarios personales, elemento que marcaría la vida de la joven hasta su muerte. Según crecía, Conroy y la duquesa intentaron despedir a Lehzen, o al menos reducir su influencia. Estos intentos fueron infructuosos, y solo consiguieron que Victoria se acercara más a su institutriz, como evidencian sus diarios.
La única amiga de Lehzen en la casa, la baronesa Spath, había sido despedida repentinamente en 1828 por orden de Conroy. En la corte de Jorge IV, se especuló con que Lehzen sería la siguiente, pero guardó silencio sobre el tema y conservó su puesto. En 1835, la duquesa escribió a su hija una áspera carta en la que le pedía que mantuviera una relación más formal y menos íntima con Lehzen. Ese mismo año, en el que Victoria cumplió diecisiete años, Lehzen se libró de otro despido al cuidar devotamente de la princesa durante las cinco semanas que pasó gravemente enferma, y después apoyó a la debilitada joven cuando esta se negó a firmar un documento preparado por su madre y Conroy, en el que se garantizaba un alto cargo al administrador tras la muerte del rey Guillermo IV. 
A lo largo de sus años con la princesa, Lehzen contó con el apoyo de los monarcas británicos Jorge IV y Guillermo IV, así como también del rey de Bélgica, Leopoldo I. Estos consideraron a Lehzen vital para la salud y la felicidad de la princesa, lo que la permitiría seguir resistiendo a la influencia de Conroy.

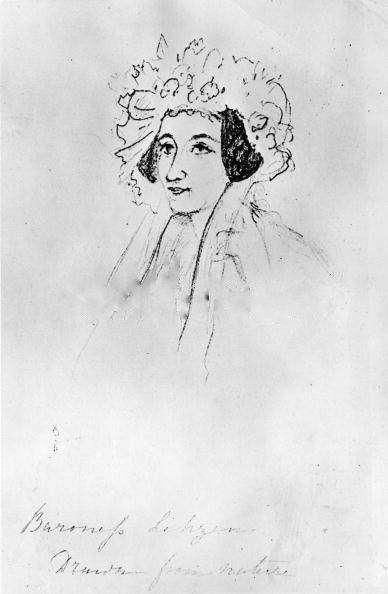
Retrato de Lehzen, realizado por la princesa Victoria, poco antes de su ascenso al trono en 1836

La educación que Victoria recibió de Lehzen fue rudimentaria pero sólida. Al contrario de lo que era habitual en la época, Lehzen así como el Dr. George Davys y otros educadores, estimularon a la princesa para que disfrutara adquiriendo conocimientos. Davys se encargaba de los estudios, mientras que Lehzen se concentró en materias «más ornamentales», como la danza.
La princesa aprendió historia, economía, geografía, arte y música, y aprendió a hablar francés, alemán y latín.
Lehzen era una profesora estricta, pero recompensaba a Victoria cuando se lo merecía.
Tampoco aplicaba castigos físicos, muy frecuentes en la época, o al menos no hay constancia de ello en los registros históricos de la casa.

## Ascenso al trono de Victoria
Cuando Victoria llegó al trono en 1837, Lehzen ocupó una importante posición en la coronación y se integró en la corte. La baronesa se instaló en el palacio de Buckingham como secretaria privada oficiosa, se encargó de coordinar las residencias reales y llevó las llaves de la casa como símbolo de su posición: por ejemplo, su firma era necesaria para cualquier pago doméstico. En este punto, parece que Lehzen había sustituido a la madre de Victoria en su afecto e influencia: los apartamentos de la baronesa lindaban con los de la reina, mientras que a la duquesa de Kent se le proporcionaron unos apartamentos muy alejados de los de Victoria. Durante los primeros años del reinado de Victoria, sobre todo antes de su boda con el príncipe Alberto de Sajonia-Coburgo-Gotha en 1840, Lehzen ejerció una fuerte influencia sobre las opiniones, tanto políticas como personales, de la reina, a pesar de no intervenir directamente en temas de estado. Incluso una vez casada Victoria, Lehzen mantuvo una puerta privada al dormitorio real, lo que resultó ser una fuente de disgustos para Alberto.

### Sustitución por el príncipe Alberto

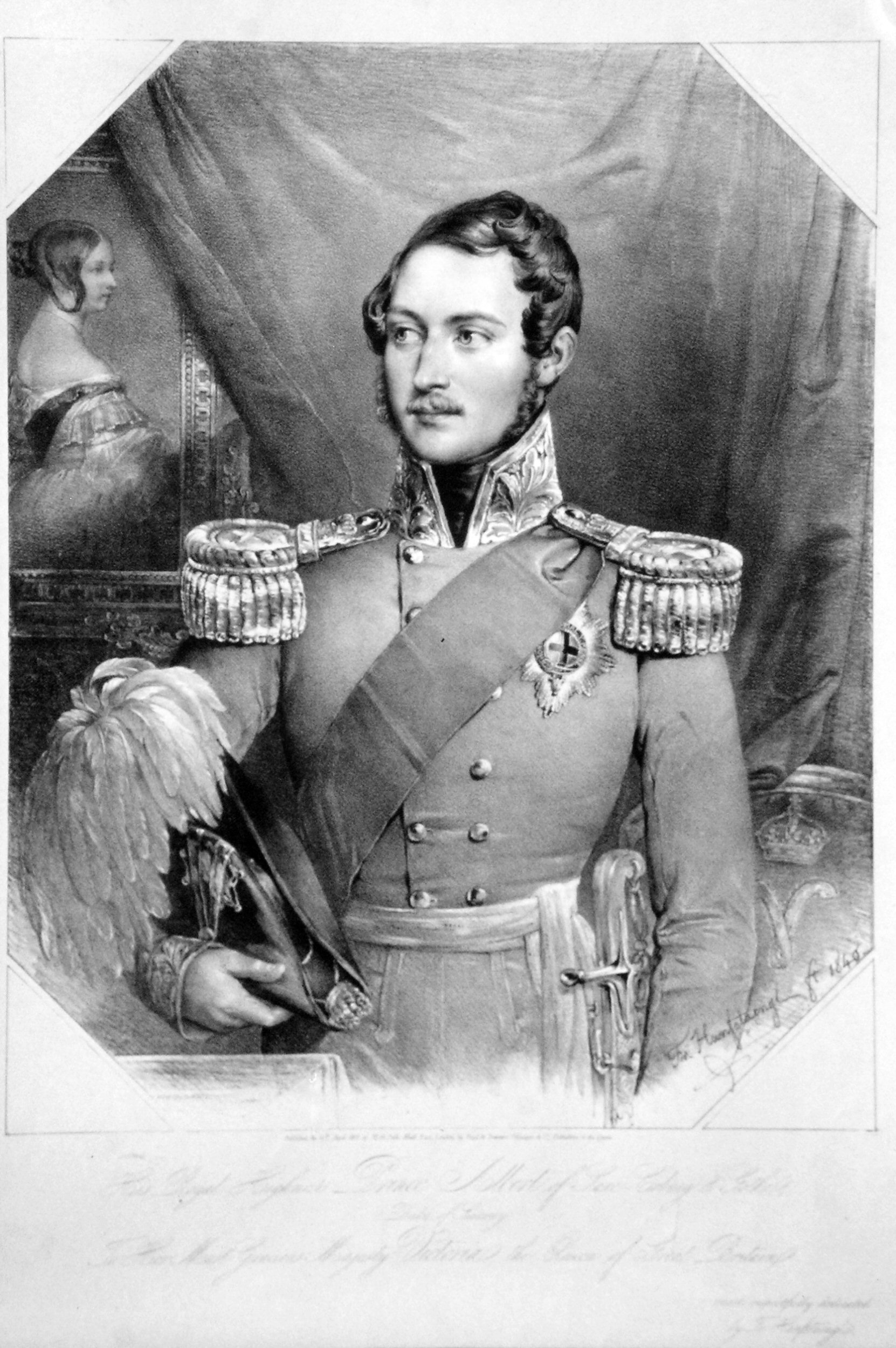
El matrimonio de Victoria con el príncipe Alberto condujo a una serie de desencuentros con Lehzen y finalmente a su despido

La llegada del príncipe Alberto provocó cambios significativos en la casa real. Lehzen se había opuesto a que Victoria se casara, en contra de las ambiciones de los Coburgo, pues deseaba que la princesa se convirtiera en «una segunda reina Isabel, virgen e independiente de influencias masculinas». Alberto era una persona culta, y acababa de completar su Grand Tour de Europa, después de estudiar varios años en la universidad de Bonn. La corte de Victoria ofendía su puritanismo alemán. Lehzen y Alberto no tardaron en desarrollar una mutua antipatía: ella intentó frustrar los deseos de Alberto en varias ocasiones, y él la encontraba personalmente repugnante y poco digna de la amistad de la reina, y se refería a ella como «la arpía» y «esa loca intrigante estúpida».
Cuando nació la primera hija de la pareja, la princesa Victoria, la reina confió a Lehzen la elección de personal para el cuidado de la niña. La baronesa nombró médico del bebé real a sir James Clark, a pesar de las objeciones de Alberto, que lo consideraba inapropiado para el puesto después de su poco airosa intervención en el turbio asunto de lady Flora Hastings el año anterior. Cuando la princesa cayó enferma, el incompetente Dr. Clark diagnosticó una dolencia menor y puso en peligro su vida recetándole calomelano, a pesar de que la niña estaba gravemente enferma. Alberto, que adoraba a su hija mayor, se enfrentó a Victoria reprochándole la incompetencia del personal elegido por la baronesa, y tras una fuerte pelea, el consorte consintió en dejar el asunto en manos de su esposa, no sin advertirle de que la potencial muerte de la niña recaería sobre su conciencia. Poco después,  Victoria se dio por vencida y despidió a Lehzen, poniendo como excusa la salud de la baronesa.
Los informes sobre las razones de la partida de Lehzen varían. El cronista de la corte Charles Greville afirmó que se marchaba «por su salud (según dice), durante cinco o seis meses, pero se cree que nunca volverá». No obstante, el diario The Times informó de que solo estaba visitando a unos amigos en Alemania. Tras su partida, el barón von Stockmar, consejero de la familia, señaló que «no fue sin grandes dificultades que el príncipe consiguió deshacerse de Lehzen. Ella fue lo suficientemente necia para rebelarse contra su influencia, en lugar de adaptarse al cambio en su posición. (…) Si lo hubiera hecho, y se hubiera avenido con el príncipe, podría haberse quedado en palacio hasta el fin de su vida».

## Fallecimiento y legado

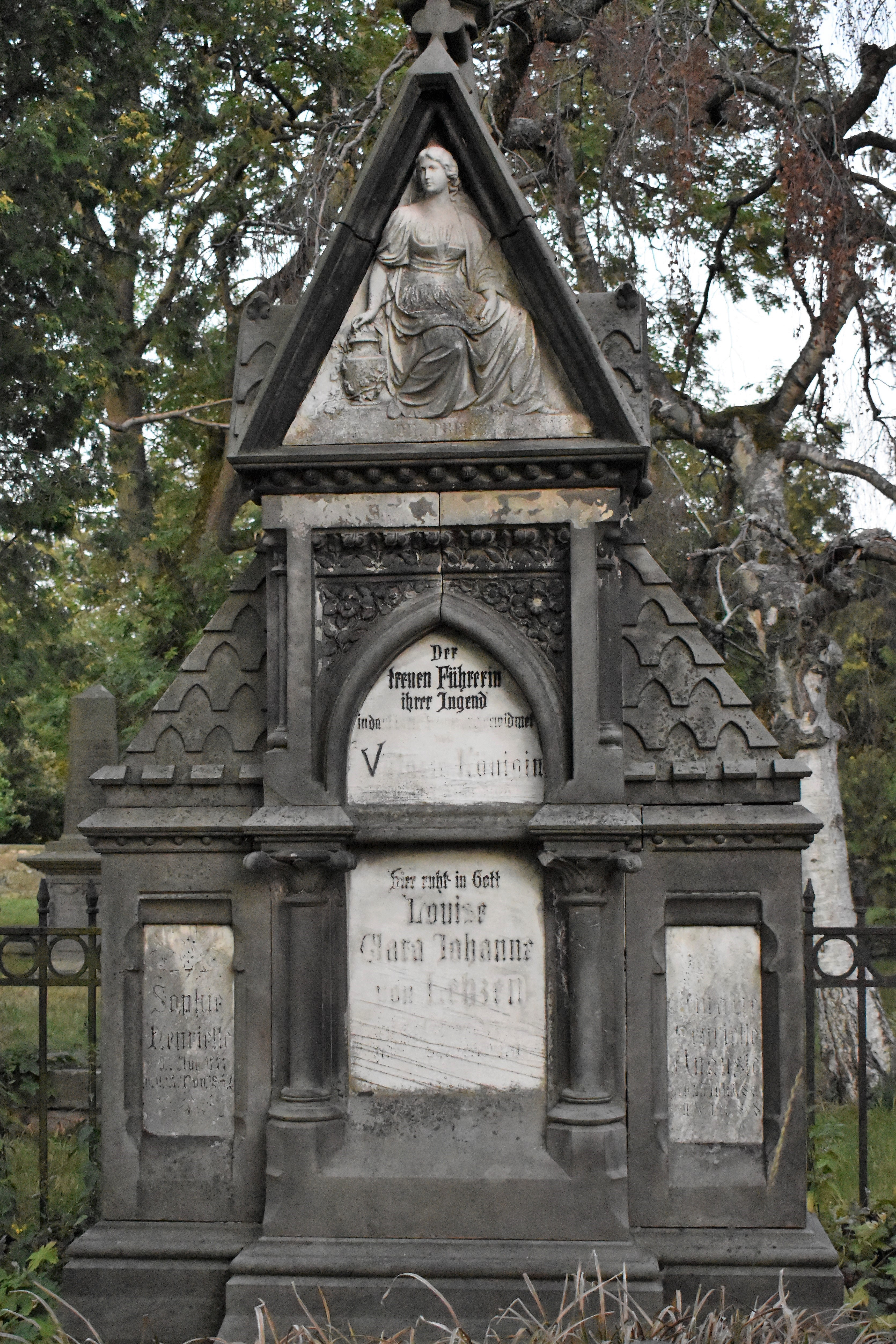
Tumba de Lehzen en Bückeburg(Alemania).

Cuando Lehzen fue excluida de la corte en 1842, volvió a su Alemania natal, instalándose en Bückeburg, cerca de Hannover. Ahí vivió con su hermana gracias a la generosa pensión que le asignó Victoria, cuyos retratos cubrían las paredes de la casa de la baronesa. Aunque la hermana murió a los pocos meses, Lehzen siguió ayudando económicamente a sus numerosos sobrinos. Lehzen recordaba a Victoria con afecto, y la reina le escribía regularmente, además de visitarla cuando viajaba a Alemania. La baronesa Lehzen murió en Bückeburg el 9 de septiembre de 1870 y fue inhumada en el cementerio Jetenburger de esa ciudad. La reina Victoria ordenó erigir un monumento en su memoria. Tras su muerte, la reina habló con gratitud de su relación, pero comentó «Cuando llegué al trono, se convirtió en una persona bastante difícil, sobre todo después de mi boda (…) [No era] por maldad, solo por una idea equivocada de su deber y su afecto hacia mí».
Durante el tiempo que pasó en la corte británica, Lehzen atrajo la atención de personas ajenas a la casa real por su relación con Victoria. Fue criticada por su influencia en la reina, en especial por los que desconfiaban de los alemanes en la corte. Circularon numerosos panfletos, muchos de ellos difundidos por el partido tory, que expresaban quejas sobre «la extranjera instalada en nuestro país» y los «malvados consejeros» que rodeaban a Victoria. Uno en concreto, publicado como «Carta de advertencia a la baronesa Lehzen», declaraba que «cierta señora extranjera manejó los hilos de una conspiración diabólica, en la que lady Flora Hastings fue la primera víctima», en referencia al escándalo que rodeó la muerte de dicha dama. Más prudente, The Times la describió como una persona que se había «enfrentado a una situación muy confidencial sobre la soberana». A pesar de todas estas críticas, la historiadora Gillian Gill cuenta que Lehzen era honesta y frugal, y que incluso después de que Victoria fuera coronada, no había solicitado dinero ni posición, sino que su única ambición era la de seguir al lado de la reina. La historiadora K.D. Reynolds añade que Lehzen tuvo una influencia fundamental en el carácter de Victoria y en su desarrollo moral, y en particular dio a la reina la fortaleza para sobrevivir a su dura infancia y a los primeros años de su reinado. Pero no toda su influencia fue positiva: Reynolds especula que la crisis de las Damas de Cámara estuvo en parte causada por el rechazo de Victoria a separarse de Lehzen.